# Новый Копыл
Новый Копыл — деревня Слободского сельсовета Лебедянского района Липецкой области.

## География
Расположена на левом берегу реки Красивая Меча. На противоположном берегу находится деревня Смородиновка Ищеинского сельсовета Липецкой области. Южнее вниз по течению реки находится деревня Мочилки
Через деревню Новый Копыл проходит проселочная дорога, имеется одна улица: Речная.

## История
Деревня Новый Копыл известна по документам с 1625 года В 1862 году это было село Никольское на реке Красивая Меча, состоящее из 60 дворов и с населением 520 мужчин и 484 женщины. В 1911 году Новый Копыл входил в Слободскую волость Лебедянского уезда и насчитывал 101 двор, в которых проживало 213 мужчин и 320 женщин.
В настоящее время в деревне находится полуразрушенная церковь Николая Чудотворца.

## Население
| 2010 |
| ---- |
| 7    |